# 賈錠
賈錠（1449年—？），字良金，河南彰德府安陽縣人，民籍，明朝政治人物。進士出身。

## 生平
早年出身府學生，河南鄉試第六十名。成化十四年（1478年）戊戌科會試第一百十八名，殿試登進士第三甲第二十六名。擢監察御史，弘治元年巡按遼東，五年四月升福建按察司佥事，十三年三月升本司副使，十八年二月升山東按察使，正德二年正月升山東右布政使，轉左布政使，三年十二月升都察院右副都御史、巡抚陕西，丁憂歸，四年六月以考察自陈致仕。

## 家族
曾祖父賈文直。祖父賈振。父亲賈琛。母张氏。具慶下。娶馬氏。